# Marta Walczykiewicz
Marta Anna Walczykiewicz (Kalisz, 1º agosto 1987) è una canoista polacca, vincitrice della medaglia d'argento nel K1 - 200 metri ai Giochi di Rio de Janeiro 2016.

## Palmarès
- Olimpiadi

Rio de Janeiro 2016: argento nel K1 200m.
- Mondiali

Duisburg 2007: bronzo nel K-2 200 m.
Darthmouth 2009: argento nel K-1 200 m.
Poznan 2010: argento nel K-2 200 m.
Seghedino 2011: argento nel K-1 200 m e bronzo nel K-1 4x200 m.
Duisburg 2013: argento nel K-1 200 m.
Mosca 2014: oro nel K-1 4x200 m e argento nel K-1 200 m e K-4 500 m.
Milano 2015: argento nel K-1 200 m.
Seghedino 2019: argento nel K-1 200 m.
- Europei

Milano 2008: argento nel K-2 200 m e K-2 100 m.
Brandeburgo 2009: bronzo nel K-4 500 m.
Trasona 2010: argento nel K-1 200 m e bronzo nel K2 500 m.
Zagabria 2012: argento nel K-1 200 m.
Montemor-o-Velho 2013: oro nel K-1 200 m.
Brandeburgo 2014: argento nel K-4 500 m.
Belgrado 2018: oro nel K1 200m.
- Giochi europei

Baku 2015: oro nel K1 200m.
Minsk 2019: bronzo nel K1 200m.